# 私立学校
私立學校，或稱民辦學校，攏統上是指由民間創辦、以自費營運的學校。私立學校可再細分為「營利學校」和「非營利學校」。
在某些國家的體制中，或按實際情況來看，公立、私立學校的界線其實並不明確。以美國舉例，該國規模最大的幾所私立研究型大學每年都取得來自聯邦政府的龐大公共撥款，支持大學研究及向貧困學生提供學位，數額甚至比一般州立大學高出數十倍，按實際已經可視作一所公立學校。
在香港，一些大型連鎖式補習社可被視作營利私立學校的一種。
在中華人民共和國，私立學校直到1990年代中后期才被允许设立，但规模都不大；其中最大的青岛南洋教育集团于2005年底倒闭。